# Бубанза (провінція)
3°9′5″ пд. ш. 29°22′28″ сх. д. / 3.15139° пд. ш. 29.37444° сх. д.
Бубанза (фр. Bubanza) — одна з 17 провінцій Бурунді. Знаходиться на північно-заході країни. Площа — 1089,04 км, населення 338 023 чол. (2008).
Адміністративний центр — місто Бубанза.

## Географія
На півночі межує з провінцією Кібітоке, на сході — з провінціями Каянза і Мурамвія, на півдні — з провінцією Бужумбура-Рурал, на заході проходить державний кордон з Демократичною Республікою Конго по річці Рузізі.

## Адміністративний поділ
Бубанза ділиться на 5 комун: Бубанза, Гіханга, Мпанда, Мусігаті і Ругазі.

## Економіка
У провінціях вирощується рис і бавовник, розвивається тваринництво.